# Nuoto sincronizzato ai campionati mondiali di nuoto 2009 - Singolo (programma tecnico)
La fase preliminare si  è svolta il 19 luglio 2009 e vi hanno partecipato 28 atlete. Le prime 12 hanno avuto accesso alla finale del 20 luglio 2009

## Medaglie
| Posizione | Atleta                     | Paese  |
| --------- | -------------------------- | ------ |
|           | Natalia Ishchenko          | Russia |
|           | Gemma Mengual              | Spagna |
|           | Marie Pier Boudreau-Gagnon | Canada |

## Risultati
| Pos.    | Atleta                     | Nazione       | Preliminari | Preliminari | Finale    | Finale |
| Pos.    | Atleta                     | Nazione       | Punti       | Pos.        | Punti     | Pos.   |
| ------- | -------------------------- | ------------- | ----------- | ----------- | --------- | ------ |
| Oro     | Natalia Ishchenko          | Russia        | 98.667      | 1           | 98.667    | 1      |
| Argento | Gemma Mengual              | Spagna        | 97.834      | 2           | 97.833    | 2      |
| Bronzo  | Marie-Pier Boudreau Gagnon | Canada        | 95.500      | 3           | 96.000    | 3      |
| 4       | Beatrice Adelizzi          | Italia        | 93.500      | 4           | 94.667    | 4      |
| 5       | Yumi Adachi                | Giappone      | 92.333      | 6           | 93.334    | 5      |
| 6       | Daria Iushko               | Ucraina       | 92.834      | 5           | 93.167    | 6      |
| 7       | Despoina Solomou           | Grecia        | 90.500      | 7           | 90.333    | 7      |
| 8       | Jenna Randall              | Gran Bretagna | 89.500      | 8           | 90.166    | 8      |
| 9       | Soňa Bernardová            | Rep. Ceca     | 88.666      | 9           | 88.667    | 9      |
| 10      | Anna Kulkina               | Kazakistan    | 87.000      | 10          | 87.500    | 10     |
| 11      | Stephanie Jost             | Svizzera      | 86.333      | 12          | 87.167    | 11     |
| 12      | Giovana Stephan            | Brasile       | 86.500      | 11          | 86.500    | 12     |
| 16.5    | H09.5                      |               |             |             | 00:55.635 | O      |
| 13      | Nadine Brandl              | Austria       | 85.833      | 13          |           |        |
| 14      | Park Hyunsun               | Corea del Sud | 84.833      | 14          |           |        |
| 15      | Melanie Zillich            | Germania      | 79.833      | 15          |           |        |
| 16      | Kalina Yordanova           | Bulgaria      | 79.333      | 16          |           |        |
| 17      | Julieta Andrea Diaz        | Argentina     | 78.500      | 17          |           |        |
| 18      | Grisel Tendero Llada       | Cuba          | 78.334      | 18          |           |        |
| 19      | Anastasiya Ruzmetova       | Uzbekistan    | 78.166      | 19          |           |        |
| 20      | Greisy Gomez               | Venezuela     | 77.833      | 20          |           |        |
| 21      | Nadezhda Gómez             | Costa Rica    | 74.833      | 21          |           |        |
| 22      | Devah Leenheer             | Aruba         | 73.834      | 22          |           |        |
| 23      | Lee Renyi Gayle Esther     | Singapore     | 73.667      | 23          |           |        |
| 24      | Adela Amanda Nirmala       | Indonesia     | 72.334      | 24          |           |        |
| 25      | Kirstin Anderson           | Nuova Zelanda | 71.500      | 25          |           |        |
| 26      | Au Ieong Sin Ieng          | Macao         | 70.666      | 26          |           |        |
| 27      | Yew Li Cheng               | Australia     | 70.500      | 27          |           |        |
| 28      | Margarita Ghazaryan        | Armenia       | 62.000      | 28          |           |        |